# Малая базарная мечеть
Малая базарная мечеть (азерб. Kiçik Bazar məscidi) —  мечеть и историко-архитектурный памятник в городе Ленкорань Азербайджана.
После восстановления независимости Азербайджана постановлением Кабинета министров Азербайджанской Республики от 2 августа 2001 года №132 мечеть была включена в список недвижимых памятников истории и культуры местного значения.

## Галерея

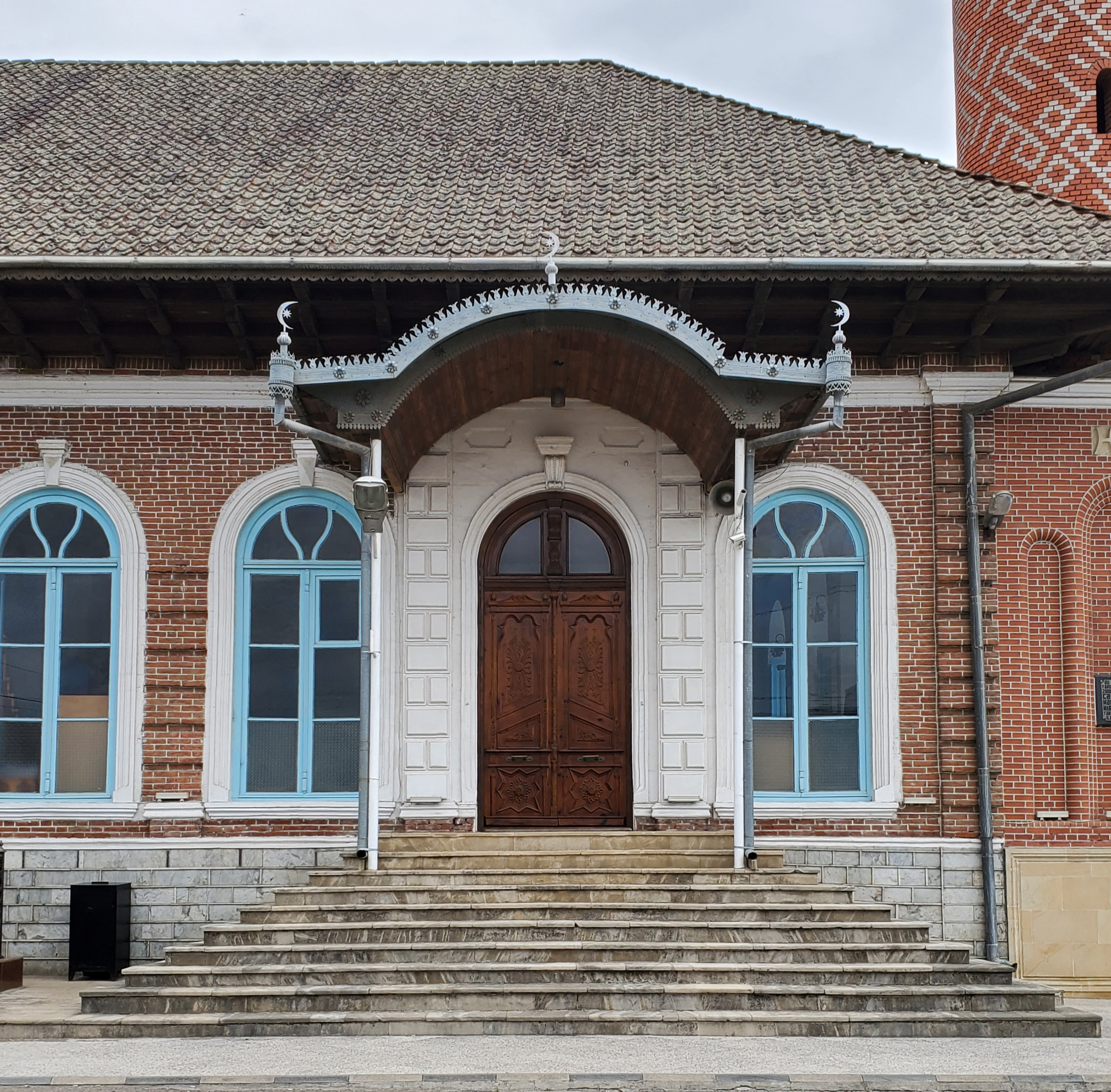
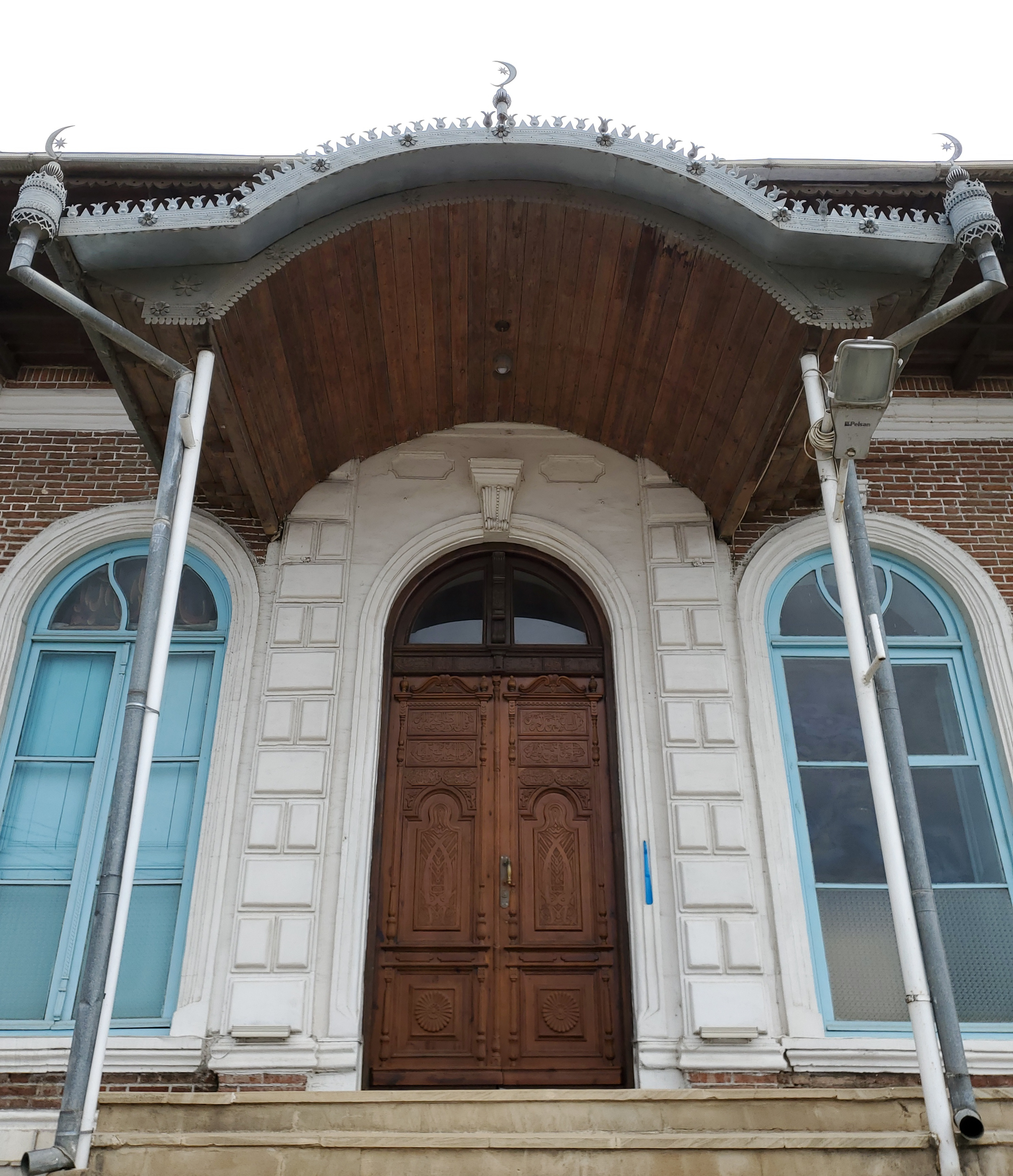
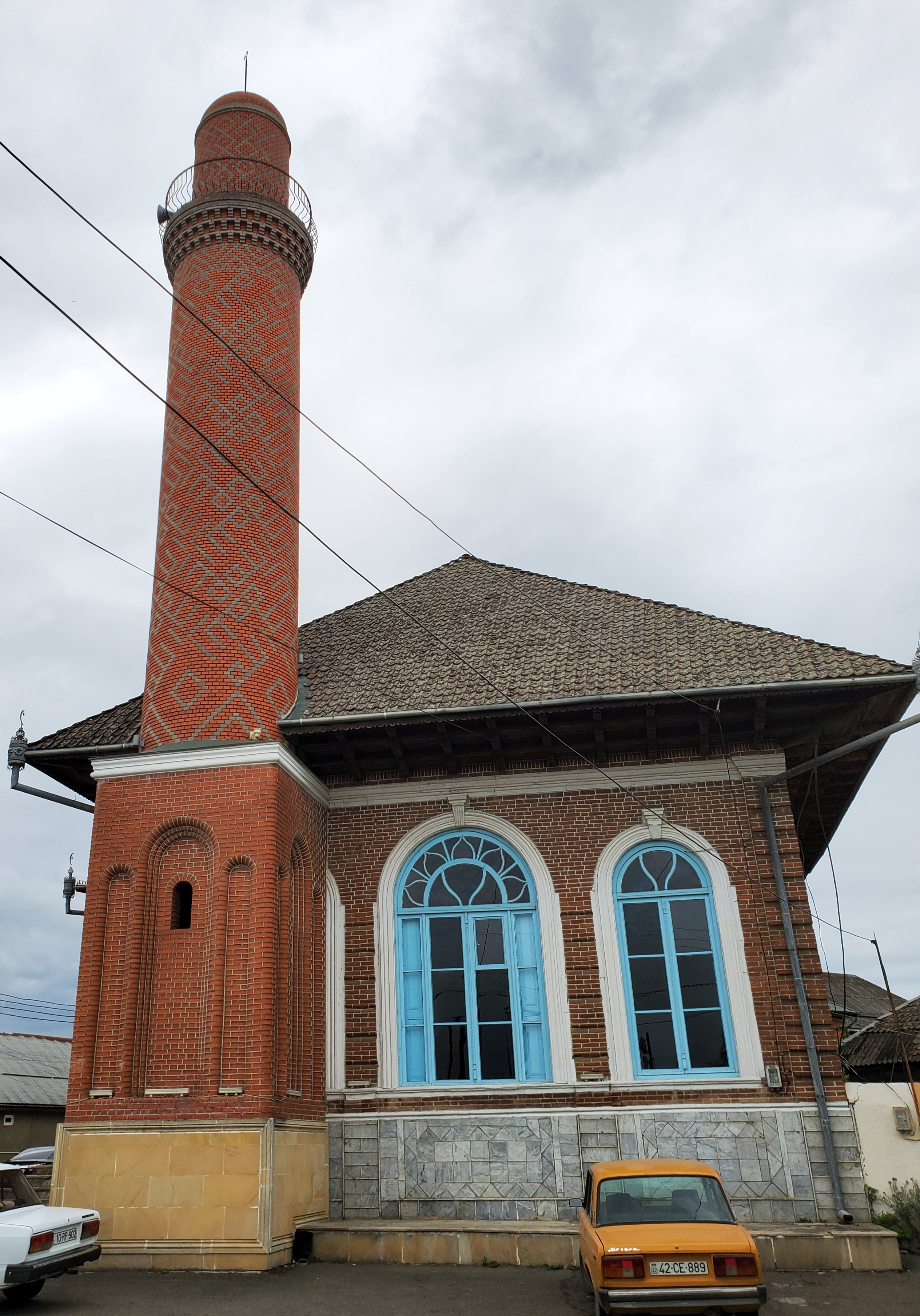
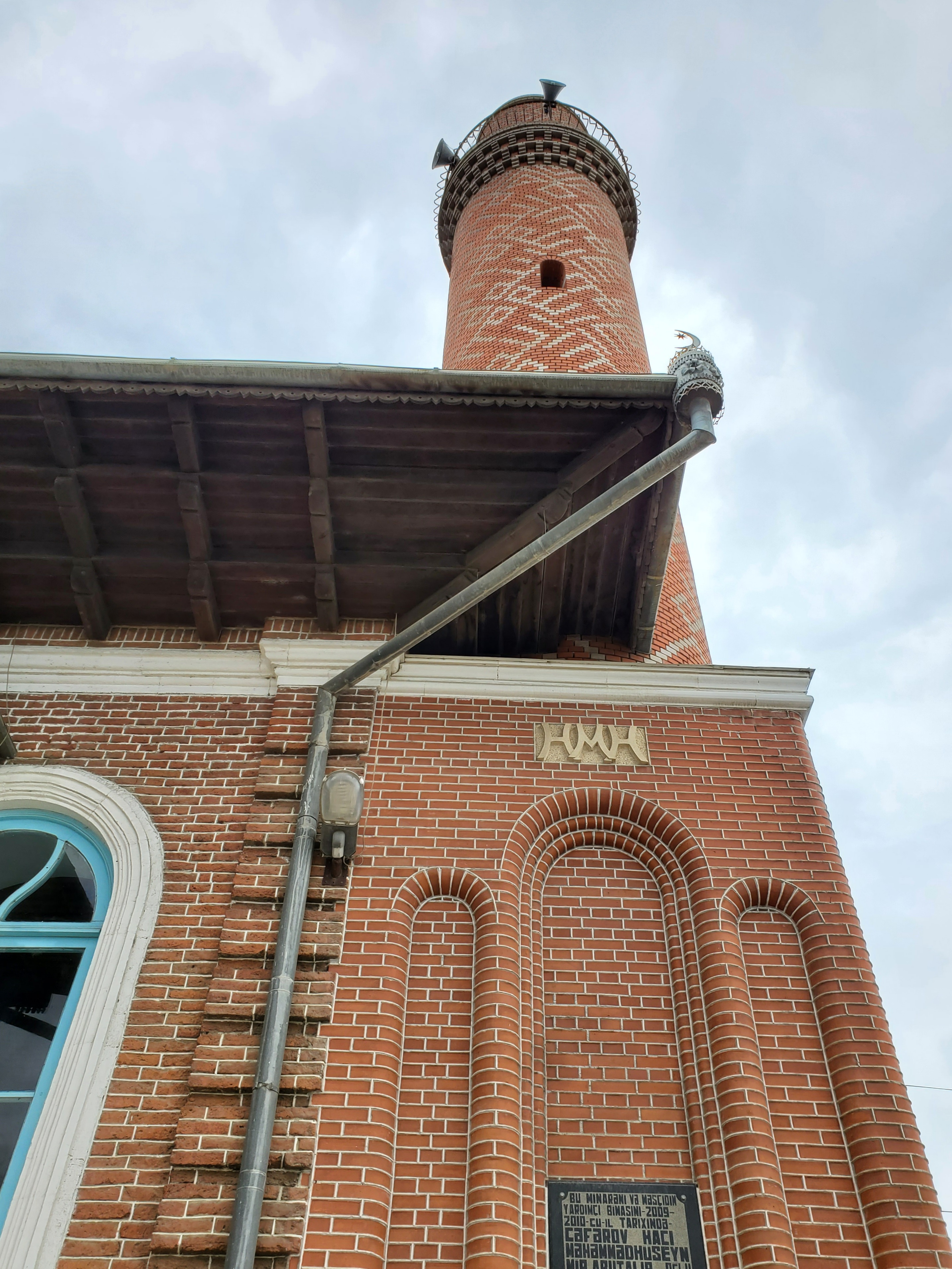
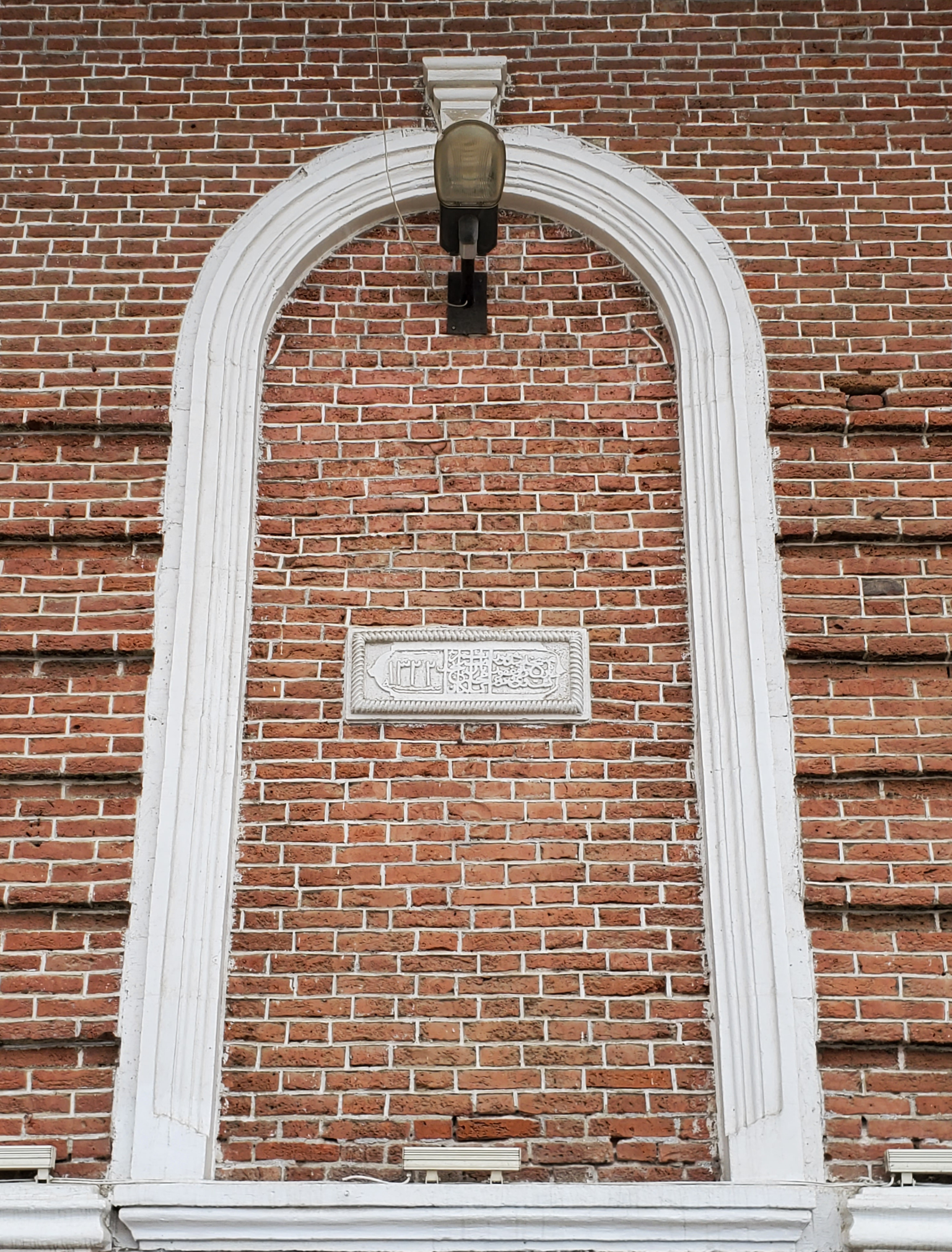
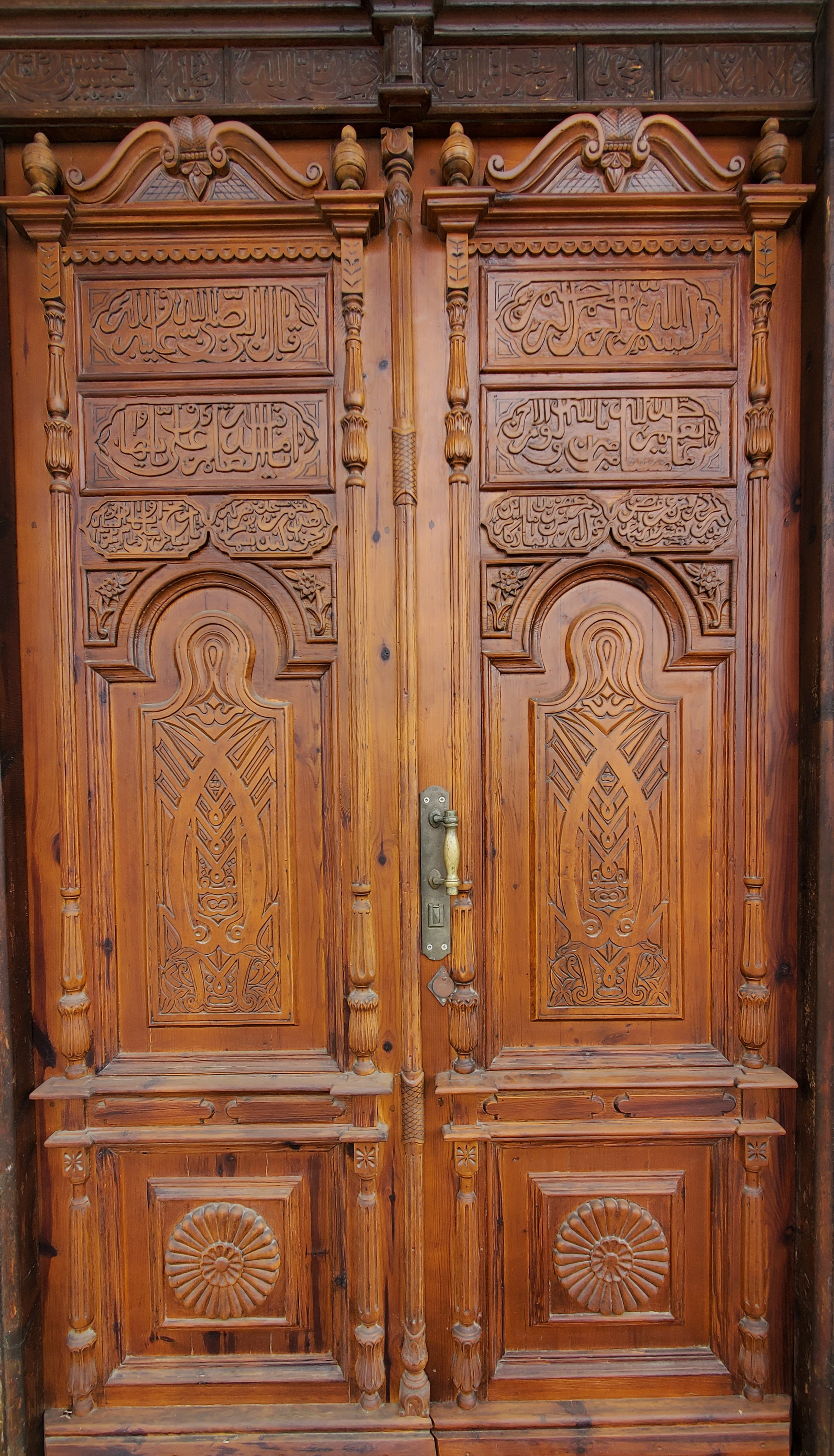
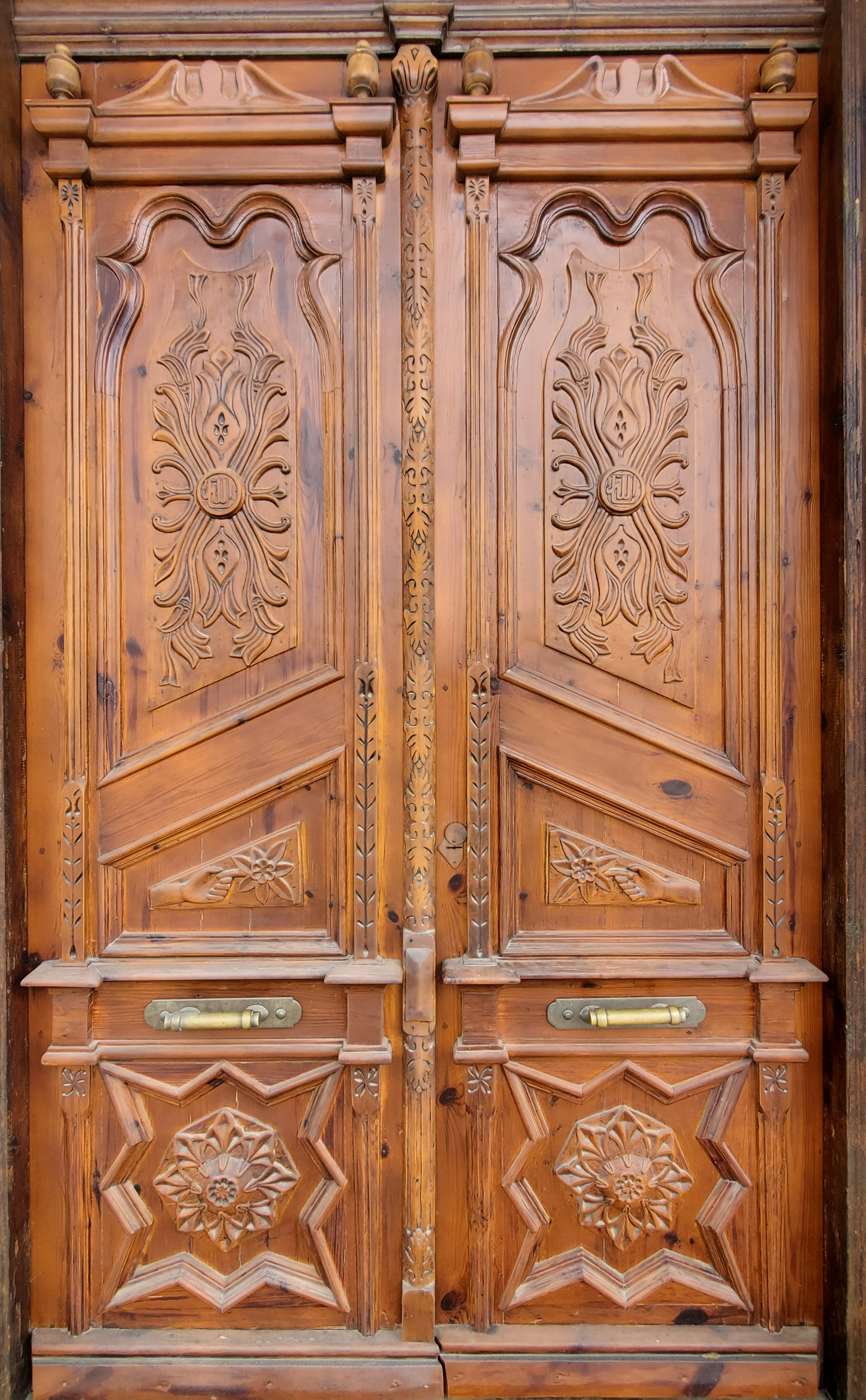

## Описание
Мечеть была построена в 1904 году на средства, собранные Таги-беком, Ага-беком, Моллой Насиром и жителями города. Получила своё название из-за своего местоположения – квартала Кичик базар (Малый базар) в центре Ленкорани. Построена мастером Рагимом и его отцом. Во время строительства мечети рядом с ней находился известный минарет Гюльдесте. Здание мечети имеет длину 26 м, высоту 8 м, ширину 10 м, толщина стен мечети равна 1 м. В мечети одновременно могут молиться 250 человек.
При строительстве в основном использовались красный обожжённый кирпич, местные виды древесины и керамическая черепица. Левую дверь мечети изготовил член действующего в XIX веке литературного общества «Фовджуль фусаха» Мухаммедгасан Наджар, правую – мастер Мухаммедали.
После советской оккупации Азербайджана в 1928 году советские власти официально приступили к борьбе против религии. В декабре того же года ЦК КП Азербайджана передал большое количество мечетей, церквей и синагог на баланс клубов в целях проведения просветительской работы. Если в 1917 году в Азербайджане было 3 тысячи мечетей, то в 1927-м это число составляло 1700, а в 1933-м - 17. Мечеть Кичик базар была закрыта, а минарет Гюльдесте – разрушен. Здание мечети использовалось как амбар.
После восстановления независимости Азербайджана постановлением Кабинета министров Азербайджанской Республики от 2 августа 2001 года №132 мечеть была включена в список недвижимых памятников истории и культуры местного значения. В 2010 году по инициативе местных жителей был восстановлен минарет мечети высотой 24 метра. В мечети могут молиться как женщины, так и мужчины. Женская молельня – двухэтажная, имеет отдельный вход.